# Gens Coponia
La gens Coponia era una familia plebeya de antigua Roma. El personaje más conocido de esta gens fue Cayo Coponio, pretor en el 49 a. C. y partidario de Pompeyo, quien, aunque proscrito por los triunviros en el 43, fue posteriormente indultado y llegó a ser miembro del Senado.

## Origen
Los Coponii vinieron originalmente de Tibur, donde se encontró una inscripción con el nombre.

## Miembros
- Tito Coponio, de Tibur, fue hecho ciudadano romano tras la condena de Cayo Masso, a quien acusó.[2]
- Marco Coponio, parte de una demanda interpuesta por Quinto Mucio Escévola en la Corte centumviral, 93 a. C.[3][4]
- Tito y Cayo Coponio, dos hermanos de quienes Cicerón habla como jóvenes de grandes logros, 56 a. C.[2][5]
- Coponio, dejado al mando de Carrhae durante la expedición de Craso contra los partos, 53 a. C. Posiblemente se trate del mismo pretor del 49  a. C.[6]
- Cayo Coponio, pretor en el 49 a. C. y partidario de Pompeyo durante la Guerra civil. Más tarde, miembro del Senado.[7][8][9][10][11]
- Coponio, un escultor romano, que hizo catorce estatuas que representaron a las naciones conquistadas por Pompeyo. Se colocaron en el vestíbulo de entrada al Teatro de Pompeyo, dándole el nombre de Porticus ad Nationes.[12][13][14]